# Klaus-Peter Thaler
 Klaus-Peter Thaler, né le 14 mai 1949 à Eckmannshausen, en Rhénanie-du-Nord-Westphalie, est un coureur cycliste allemand, professionnel dans les années 1970 et 1980. Après sa carrière cycliste, il a participé à plusieurs courses automobiles en Allemagne.

## Palmarès sur route

### Palmarès amateur
- 1971
  - 3e du championnat d'Allemagne de la montagne
- 1972
  - 3ea étape du Grand Prix Guillaume Tell
  - 2e du championnat d'Allemagne du contre-la-montre par équipes
- 1973
  - Grand Prix de Lillers
- 1974
  - 7e étape de la Milk Race
  - Prologue du Grand Prix Guillaume Tell (contre-la-montre par équipes)
  - 2e du Tour de Rhénanie-Palatinat
- 1975
  - 3eb et 8e étapes du Tour de Rhénanie-Palatinat
  - 2e étape du Grand Prix Guillaume Tell
- 1976
  -  Champion d'Allemagne sur route amateurs
  - Prologue du Grand Prix Guillaume Tell (contre-la-montre par équipes)
  - 9e de la course en ligne des Jeux olympiques

### Palmarès professionnel
| - 1977 - 1reb étape du Tour d'Andalousie - 5ea étape du Tour des Asturies - 9e étape du Tour de France - 2e du Trophée Luis Puig - 3e du Tour d'Espagne - 1978 - 3e et 4e (contre-la-montre par équipes) étapes du Tour de France - 2e du championnat d'Allemagne sur route - 6e du Grand Prix de Francfort - 1979 - 1re étape du Critérium du Dauphiné libéré - 3e étape du Tour d'Allemagne - 3e de la Grand Prix de Montauroux - 5e du Rund um den Henninger Turm | - 1980 - Tour des Trois Provinces : - Classement général - 1re et 4e étapes - 5e étape de Paris-Nice - 4e étape du Tour d'Espagne - 6ea étape du Tour des Asturies - 2e du championnat d'Allemagne sur route - 3e du Tour de Cantabrie - 8e de Milan-San Remo - 1982 - 1re et 2e étapes du Tour des Trois Provinces - 3e de la Maaslandse Pijl - 8e du championnat du monde sur route |  |

## Résultats sur les grands tours

### Tour de France
5 participations
- 1977 : hors délais (17e étape), vainqueur de la 9e étape
- 1978 : 35e, vainqueur des 3e et 4e (contre-la-montre par équipes) étapes,  maillot jaune pendant 2 jours
- 1980 : 37e
- 1981 : 49e
- 1982 : 90e

### Tour d'Espagne
2 participations
- 1977 : 3e
- 1980 : abandon (13e étape), vainqueur de la 4e étape

## Palmarès en cyclo-cross
| - 1971-1972 - 2e du championnat d'Allemagne de cyclo-cross amateurs - 1972-1973 - Champion du monde de cyclo-cross amateurs - Champion d'Allemagne de cyclo-cross amateurs - 1973-1974 - 2e du championnat du monde de cyclo-cross amateurs - 1974-1975 - Champion d'Allemagne de cyclo-cross amateurs - 2e du championnat du monde de cyclo-cross amateurs - 1975-1976 - Champion du monde de cyclo-cross amateurs - Champion d'Allemagne de cyclo-cross amateurs - 1976-1977 - Champion d'Allemagne de cyclo-cross - 9e du championnat du monde de cyclo-cross - 1977-1978 - Champion d'Allemagne de cyclo-cross - 3e du championnat du monde de cyclo-cross - 1978-1979 - Champion d'Allemagne de cyclo-cross | - 1979-1980 - Champion d'Allemagne de cyclo-cross - 2e du championnat du monde de cyclo-cross - 1980-1981 - Champion d'Allemagne de cyclo-cross - Cyclo-cross d'Igorre - 5e du championnat du monde de cyclo-cross - 1981-1982 - Champion d'Allemagne de cyclo-cross - Cyclo-cross d'Igorre - 10e du championnat du monde de cyclo-cross - 1982-1983 - 3e du championnat du monde de cyclo-cross - 1984-1985 - Champion du monde de cyclo-cross - 2e du championnat d'Allemagne de cyclo-cross - 1985-1986 - Champion d'Allemagne de cyclo-cross - 1986-1987 - Champion du monde de cyclo-cross - Champion d'Allemagne de cyclo-cross - 1987-1988 - Champion d'Allemagne de cyclo-cross |

## Distinction
En 2002, Klaus-Peter Thaler fait partie des coureurs retenus dans le Hall of Fame de l'Union cycliste internationale.

## Sport automobile
Klaus-Peter Thaler débute en sport automobile en 1986 et participe régulièrement au championnat VLN qu'il remporte en 2001 avec une Opel Kadett GSI. Il a aussi participé ponctuellement à des courses de DTM ou de Porsche Cup.